# Thrilla in Manila
Thrilla in Manila (anche The Thriller in Manila) è il soprannome dato al terzo ed ultimo incontro di pugilato tra Muhammad Ali e Joe Frazier, combattuto mercoledì 1º ottobre 1975 a Quezon City nell'area metropolitana di Manila (capitale delle Filippine). Ali vinse il match via KO tecnico dopo che il secondo di Frazier, Eddie Futch, chiese l'interruzione della contesa al termine del 14º round. Il nome dell'evento deriva dalle frequenti provocazioni di Ali prima dell'incontro.
Lo storico match è considerato tra i migliori nella storia dello sport e fu il culmine dell'accesa rivalità Ali-Frazier, che terminò 2-1 a favore del primo.

## Contesto
Quello dell'ottobre 1975 fu il terzo confronto tra i due pugili, che si erano già trovati di fronte in due occasioni: l'8 marzo 1971 e il 28 gennaio 1974, riportando una vittoria ciascuno.
In questo frangente, Ali deteneva ancora il titolo mondiale dei pesi massimi in versione WBC: per Frazier si trattava invece di un nuovo assalto, essendo stato spodestato da Foreman il 22 gennaio 1973.

## L'incontro

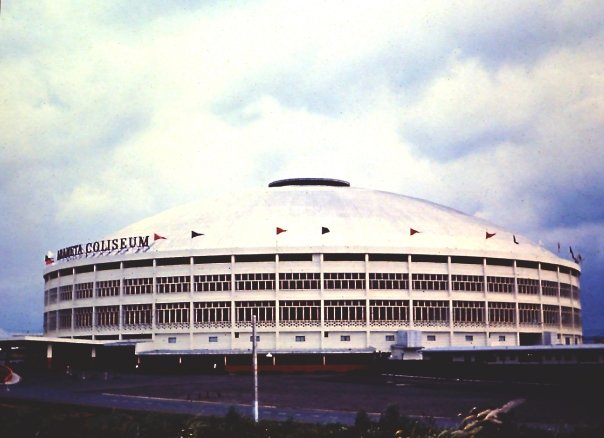
L'Araneta Coliseum, teatro del combattimento.

I due pugili si ritrovano a combattere alle 10:00 locali sotto un'afa soffocante, i cui effetti si riversarono sulla condizione fisica degli sfidanti.
1º round: Alì ha il controllo del ring e tiene a distanza Frazier con potenti jab. A fine round va a segno con un potente gancio sinistro che fa barcollare nettamente Frazier, il quale, intrappolato alle corde, viene raggiunto da una raffica di colpi al viso. Alì aveva previsto un ko in questo round ma per poco non è andata così.
2º round: Alì continua a dominare e va a segno con tre splendidi diretti destri che fanno piegare le gambe a Frazier. A fine round Frazier si riprende e sorprende Alì con un bel gancio sinistro.
3º round: Alì continua ad andare a segno con potenti montanti al volto dello sfidante. A metà ripresa Alì usa il rope a dope e invita Frazier a colpirlo. Durante questi scambi, a detta dell'arbitro Padilla, Alì insultava pesantemente Frazier dandogli del gorilla e usando altri termini dispregiativi. Frazier continuava a colpire a due mani al corpo e alla testa. A un minuto dalla fine Alì scarica improvvisamente una raffica di colpi che culmina con due potenti ganci destri che scaraventano Frazier sulle corde. Tuttavia Joe resiste tenacemente e il round si chiude con entrambi i pugili all'attacco mentre il pubblico segue entusiasta.
4º round: A inizio round Alì scarica un'altra raffica di colpi, Frazier risponde con un terribile gancio sinistro d'incontro ma poi il campione sferra un potente gancio destro che manda lo sfidante alle corde. Alì continua ad andare a segno costantemente e tiene a bada Frazier con una boxe intelligente. Dall'angolo di Alì lo supplicano di non giocare con lo sfidante. A fine round Frazier accorcia la distanza e mette a segno potenti colpi ai fianchi del campione ora costretto alle corde.
5º round: Frazier pressa costantemente Alì chiudendolo alle corde. A metà round Alì viene colpito da un potente gancio sinistro alla mascella. Seguono colpi feroci da entrambi i pugili. Alì non è più sicuro come prima della vittoria.
6º round: Frazier è scatenato e va segno con due micidiali ganci sinistri alla mandibola di Alì. Il campione è scosso ma non è ferito, lega e cerca di riprendere le energie. Frazier perde il paradenti a metà ripresa ma continua ad attaccare senza sosta il corpo del campione e domina il round.
7º round: Alì si riprende e danza sul ring andando regolarmente a segno con potenti jab e uno-due al viso di Frazier. A fine round comincia a stancarsi e viene raggiunto dai colpi di Frazier.
8º round: Frazier con il suo attacco al corpo ha determinato la perdita di mobilità di Alì che è costretto a scambiare corpo a corpo con lo sfidante. Il risultato è uno dei round più brutali della storia. Alì scarica una pioggia di colpi sul viso di Frazier in netta difficoltà. Joe cerca di recuperare energie quando Alì lo lega. Alì è stanco e nell'ultimo, lunghissimo minuto del round Frazier lo inchioda alle corde colpendolo con pugni feroci alla testa e al corpo.
9º round: Frazier è nel suo momento migliore, va a segno con continuità martoriando il corpo di Alì ma talvolta spreca colpi per la stanchezza. Alì ha le gambe ferme e cerca di resistere intelligentemente all'attacco di Frazier legando e senza sprecare energie.
10º round: entrambi i pugili vanno a segno con colpi potenti e il combattimento diventa sempre più brutale. Alì si rifugia alle corde aggredito da Frazier. Il caldo di Manila è terribile ma i due atleti sono disposti a rischiare la vita pur di vincere.
11º round: Alì riprende in mano il combattimento e va a segno con belle combinazioni. Un suo gancio sinistro mette in chiara difficoltà Frazier. Tuttavia a metà round il campione si appoggia alle corde stanchissimo e si lascia torturare da Frazier senza opporre resistenza. Una tattica apparentemente suicida ma che darà i suoi frutti. Il campione infatti riprende le energie e tenta un altro assalto colpendo Frazier con pugni terribili.
12º round: Frazier sta perdendo la vista, i suoi occhi si stanno gonfiando orribilmente a causa delle centinaia di pugni al viso che gli porta Alì e non riesce più a intuire la traiettoria dei colpi. Nonostante ciò non indietreggia ma Alì sta chiaramente riprendendo in mano il match.
13º round: Alì compie il miracolo; scaglia un violento gancio destro alla bocca di Frazier facendo volare il paradenti sul pubblico. A questo punto Alì vede la sua opportunità e tortura Frazier con continue combinazioni al viso. Joe rischia di andare al tappeto in seguito a un diretto destro di Alì ma in qualche modo si mantiene in piedi. A fine round Alì viene colpito da un potente gancio sinistro dello sfidante poco prima del suono del "gong". I due pugili sono esausti, Alì ha gli occhi segnati dai colpi per la prima volta nella sua carriera e non riesce a capire come Frazier riesca a rimanere in piedi, lo sfidante è una maschera di sangue.
14º round: Alì, sebbene esausto, ha l'incontro in pugno e cerca disperatamente il KO per farla finita. Nell'ultimo minuto fa appello alle ultime residue riserve di energia. Frazier barcolla, sommerso da colpi terribili, ma coraggiosamente continua a combattere. La campana suona e Frazier, malmenato, non ci vede più. Eddie Futch, allenatore di Frazier, teme per la vita del suo coraggiosissimo pugile e decide di porre fine al match quando manca una ripresa alla fine. Alì è incredulo e si lascia andare a terra, esausto.
Il campione definirà questo incontro come quello più vicino alla morte e il pubblico lo ricorderà come il più brutale della storia.

### Arbitro e giudici
- Arbitro: Carlos Padilla
- Giudice: Larry Nadayag
- Giudice: Alfredo Quiazon

## Influenza culturale
Nel 2008 il regista John Dower ha diretto un documentario ispirato all'incontro, riprendendone la denominazione. Il film è stato presentato al Sundance Film Festival dell'anno successivo.